# 1-я Туркестанская кавалерийская дивизия
1-я Туркестанская кавалерийская дивизия — соединение кавалерии РККА, созданное во время Гражданской войны в России 1918—1920 годов. Являлось манёвренным средством в руках фронтового и армейского командования для решения оперативных и тактических задач.

## Состав
1920-1922
1-я Туркестанская кавалерийская бригада (командир Мелькумов Яков Аркадьевич)

## Командный состав 1-й Туркестанской кавалерийской дивизии
- 1-я Туркестанская кавалерийская дивизия

### Начальники дивизии
- Швецов Евгений Н. — с 12 декабря 1919 года по 16 октября 1920 года[1]
- Дзякович Владимир, врид — с 16 октября 1920 года по 5 января 1921 года, с 24 апреля 1921 года по 29 апреля 1921 года[1]
- Ионов В. М. — с 5 января 1921 года по 24 апреля 1921 года[1]
- Занемойский Г., врид — с 29 апреля 1921 года по 4 августа 1921 года[1]

### Военкомы
- Веденяпин Александр Павлович — с 1 февраля 1920 года по 13 августа 1920 года[1]
- Августов, врид — с 13 августа 1920 года по 6 октября 1920 года[1]
- Редер Адольф Яковлевич — с 6 октября 1920 года по 3 марта 1921 года[1]
- Спасский, врид — с 3 марта 1921 года по 30 мая 1921 года[1]
- Винокуров — с 30 мая 1921 года по 4 июня 1921 года[1]
- Сабитов И. — с 4 июня 1921 года по 4 августа 1921 года[1]

### Начальники штаба
- Волков Иван, врид — с 30 марта 1920 года по 27 апреля 1920 года, с 9 мая 1920 года по 1 июня 1920 года[1]
- Мелькумов Яков Аркадьевич — с 27 апреля 1920 года по 9 мая 1920 года[1]
- Дзякович В. — с 1 июня 1920 года по 16 октября 1920 года, с 5 января 1921 года по 24 января 1921 года[1]
- Зырин Алексей, врид — с 16 октября 1920 года по 5 января 1921 года, с 24 января 1921 года по 10 марта 1921 года[1]
- Никитин, врид — с 10 марта 1921 года по 25 марта 1921 года[1]
- Шатов, врид — с 25 марта 1921 года по 31 марта 1921 года[1]
- Буров, врид — с 31 марта 1921 года по 24 апреля 1921 года, с 29 апреля 1921 года по 3 мая 1921 года[1]
- Занемойский Г. — с 24 апреля 1921 года по 29 апреля 1921 года[1]
- Новиков Александр Ильич, врид — с 4 мая 1921 года по 15 июля 1921 года[1]
- Курганов Георгий, врид — с 15 июля 1921 года по 4 августа 1921 года[1]

## В дивизии служили
Самойленко Василий Филиппович, в 1920-23 начальник конно-вьючной пулемётной команды 25 кп 3 кд.